# Komercialne pizde
Komercialne pizde (znan tudi kot Komercialne piiip) je drugi studijski album slovenske komične glasbene skupine Slon in Sadež, izdan leta 2004 pri založbi Celo pametna založba (CPŽ). Juretu Karasu in Igorju Bračiču sta se po izdaji prejšnjega albuma Kabare pridružila Matjaž Ugovšek - Ugo in Igor Brvar - Jovo, kar je naredilo skupino štiričlansko. Skupina je v tej postavi nastopala kot Slon 'n' Sadež Rock 'n' Roll Quartet.

## Glasba
Pesmi na albumu parodirajo glasbeno sceno in druge vidike slovenske pop kulture tistega časa, pri čemer je album žanrsko pester – zaobjema pop, narodnozabavno glasbo, rock in hip hop.
Otvoritvena pesem "Slovanskega naroda sin" (naslov se nanaša na "Slovenskega naroda sin" Tomaža Domicelja) obravnava zgodovino Slovencev od Karantanije do pridružitve Evropski uniji. "Tanz mit uns", ki se navezuje na "Tanz mit Laibach" skupine Laibach, se norčuje iz EU. "Pot v f(x)", ki vsebuje referenco na "Pot v X" skupine Siddharta, se norčuje iz matematike, medtem ko Slon in Sadež na pesmi "Vladimir", ki govori o Vladimirju Bezenšku, posnemajo glasbeni slog Siddharte. "Fantastičnih 5" je parodija na "boy band" skupine, kot so bili slovenski Game Over. "Levi pas" govori o kršenju predpisov cestnega prometa, "Medvedi" in "Zakon džungle – Zekobluz" pa vsebujeta družbenokritična besedila, v katerih so namesto ljudi uporabljene živali. "Vaška mafija" in "Mati nas pretepa" uporabljata motive vaške družbe. "Lipe cvetijo" je priredba pesmi "Lipe cvatu, sve je isto k'o i lani" skupine Bijelo dugme z njihovega istoimenskega albuma iz leta 1984, a z besedilom v slovenščini. "Nič (petminutni)" je pet minut dolg posnetek tišine (ki je podoben skladbi "4′33″" ameriškega avantgardnega skladatelja Johna Cagea), sledi mu naslovna pesem, ki je samoreferenčna pesem, v kateri skupina govori o sebi in svoji glasbi.

## Kritični odziv
Kritični odziv na album je bil zelo pozitiven. V članku v Mladini je Miha Štamcar album ocenil s petimi zvezdicami in rekel: »Sadež in Slon sta (so - zdaj kao štirje) še vedno cinična zajebanta in nista zbežala daleč od Buldožerskih štosov. Podobno kot predhodniki pred 28 leti sta se tudi sama ustavila pred prevladujočo sceno in tako iz komada v komad secirata vse od skrajno idiotskih najstniških projektov do skandinavskega metala.« Za Žurerski vodnik po Ljubljani je Matic Slapšak v podobno pozitivni recenziji napisal: »Slon in Sadež so z odliko opravili zrelostni izpit in dokazali, da se znajo v prvi vrsti norčevati predvsem iz samih sebe - resnično se jim je zgodilo, da so iz nekega kulta postali mainstream skupina«. V manj pozitivni recenziji na spletni reviji Rockline pa je bil album ocenjen s tremi in pol zvezdicami s konsenzom: »Izjemno domiselna besedila o slovenski zgodovini v kombinaciji s humorjem, rapom in folk ozadjem dajo slutiti kakšno glasbo bi ustvarjala, če se ne bi norčevala iz vsega in vsakogar.«

## Seznam pesmi
Vse pesmi sta napisala Jure Karas in Igor Bračič, razen kjer je to navedeno.
1. »Slovanskega naroda sin« – 5:46
2. »Tanz mit uns« – 3:05
3. »Pot v f(x)« – 3:23
4. »Vladimir« – 4:09
5. »Fantastičnih 5« – 3:17
6. »Levi pas« – 4:18
7. »Ježek« – 0:13
8. »Medvedi« – 4:31
9. »Zakon džungle – Zekobluz« – 3:53
10. »Vaška mafija« – 3:48
11. »Mati nas pretepa« – 3:17
12. »Lipe cvetejo« (Goran Bregović) – 2:16
13. »Nič (petminutni)« – 5:01
14. »Komercialne pizde« – 4:55
15. »Lovehalla« (bonus pesem) – 3:19

## Zasedba
- Jure Karas
- Igor Bračič
- Matjaž Ugovšek - Ugo — bas kitara
- Igor Brvar - Jovo — bobni